# اچ‌ام‌اس ام۱۶
اچ‌ام‌اس ام۱۶ (به انگلیسی: HMS M16) یک کشتی بود که طول آن ۱۷۷ فوت ۳ اینچ (۵۴٫۰۳ متر) بود. این کشتی در سال ۱۹۱۵ ساخته شد.